# Le Juge et le Général
Pour plus de détails, voir Fiche technique et Distribution.
Le Juge et le Général (The Judge and the General) est un long métrage documentaire américain écrit et réalisé par Elizabeth Farnsworth (en) et Patricio Lanfranco Leverton et sorti en 2008. Le sujet du film est les tentatives de Juan Guzmán de traduire en justice Augusto Pinochet pour des crimes contre les droits de l'homme.

## Liminaire
Le Juge et le Général raconte une histoire de transformation personnelle, alors qu'un juge chilien descend dans ce qu'il appelle « l'abîme » des enquêtes sur les crimes commis par la dictature d'Augusto Pinochet dans les années 1970 et 1980 au Chili.
Le juge de la cour d'appel Juan Guzmán s'est opposé à Salvador Allende, élu démocratiquement, et a soutenu le coup d'État du général Augusto Pinochet. Lorsqu'en 1998, il fut désigné — par tirage au sort judiciaire — pour instruire les premières plaintes pénales contre l'ancien dictateur, personne n'attendait de résultats (les juges au Chili enquêtent, poursuivent et jugent des affaires). Les cinéastes Elizabeth Farnsworth et Patricio Lanfranco suivent les enquêtes de Guzmán alors qu'il résout des affaires de meurtre et d'enlèvement et réfléchit à l'inculpation de Pinochet.
Le juge Guzmán est confronté à son propre rôle dans le passé et fait face à ses propres doutes quant à savoir si Pinochet devrait être inculpé ou non.

## Synopsis

### Rappel historique
Le documentaire commence par les expressions d'angoisse du juge Guzmán, alors qu'il regarde les partisans de Pinochet narguer les opposants lors des funérailles du général à Santiago en décembre 2006. Les railleries — qui louent les meurtres des années Pinochet — ramènent Guzmán à la haine et au chaos de la période Allende, du coup d'État de Pinochet de 1973 et de la terreur qui s'ensuit. Le film revient brièvement sur ces années, comme Guzmán et d'autres se souviennent de cette époque.

### Deux enquêtes
Manuel Donoso est un jeune professeur de sociologie tué juste après le coup d'État. Le documentaire va et vient entre l'exhumation de sa dépouille et l'histoire de sa femme, alors qu'elle raconte son arrestation, sa torture et sa mort. L'affaire s'élargit alors que le documentaire se déplace entre le passé et le présent, et d'autres personnages placent le crime dans son contexte.
L'autre cas présente Cecilia Chechi Castro (es), dont la mère, Edita, a fait face à un horrible « Choix de Sophie ». Edita a conduit la police secrète de Pinochet à la cachette de sa fille afin de sauver la vie de sa petite-fille. Le juge Guzmán et des détectives enquêtent sur cette affaire depuis, entre autres, un bateau au large de la côte chilienne, où des caméras sous-marines capturent les images choquantes de plongeurs remontant des rails qui avaient été attachés aux corps de prisonniers politiques jetés à la mer.

### Le juge
Guzmán est peut-être « le bon Allemand », un citoyen aveugle aux crimes qui l'entourent jusqu'à ce que le hasard l'oblige à ouvrir une enquête qu'il n'a jamais recherchée et qu'il ne voulait pas. En tant que jeune homme, il avait servi brièvement comme greffier à la Cour d'Appel pendant les pires années de répression sous Pinochet. Les juges de ce tribunal ont dû se prononcer sur des milliers de requêtes en Habeas corpus déposées au nom de victimes, dont beaucoup avaient disparu dans des centres de détention secrets. Presque toutes les pétitions ont été rejetées et Juan Guzmán a écrit certains de ces refus. Si elles avaient été accordées, de nombreuses vies auraient été sauvées. Les téléspectateurs le regardent se débattre avec ce souvenir et décrivent comment son enquête lui a fait réaliser à quel point il avait été "aveugle". « Je dirais que cela a ouvert les yeux de mon âme », dit-il.
Les collègues, avocats et juges de Guzman avaient mis en doute la compétence de Guzman et sa volonté de poursuivre Pinochet.  

## Fiche technique
- Titre original : The Judge and the General
- Titre français : Le Juge et le Général
- Réalisation : Elizabeth Farnsworth (en), Patricio Lanfranco Leverton
- Scénario : Elizabeth Farnsworth, Patricio Lanfranco Leverton
- Photographie : Vicente Franco, Esteban Medel
- Montage : Blair Gershkow
- Musique : Barbara Cohen, Sharon Smith, Omar Sosa
- Pays d'origine : États-Unis, Chili
- Langue originale : anglais
- Format : couleur
- Genre : documentaire
- Durée : 84 minutes
- Dates de sortie : 
  - États-Unis : 4 mai 2008 (Festival international du film de San Francisco)

## Prix et récompenses
- 2009 : Festival de Cine Otro, Valparaíso : Salvador Allende Audience Appreciation Award,
- 2009 : International Human Rights Film Festival, Sucre, Bolivie : Pukañawi Award
- 2009 : Movies that Matter Festival (nl) (Amnesty International), La Haye : Silver Butterfly Award
- 2009 : International Documentary Film Festival (Atlantidoc), Uruguay : 
  - prix de la Critique de l'Association of Film Critics of Uruguay
  - meilleur film
- 2010 : prix Alfred I. duPont–Columbia University (en) pour l'excellence en journalisme audiovisuel

Nominations
Le film Le Juge et le Général a également remporté une nomination aux Emmy pour une programmation historique exceptionnelle et une nomination à la Directors Guild of America (DGA) pour une réalisation exceptionnelle dans un film documentaire.

### Sélections en festival
- Festival international du film de San Francisco 2008
- Viña del Mar International Film Festival (en) 2008
- Santiago International Film Festival (en) 2008
- Maine International Film Festival (en) 2008
- Festival of Liberties Brussels, Belgium 2008
- Los Angeles Latino International Film Festival (en) 2008
- Festival international du nouveau cinéma latino-américain de La Havane, La Havane, Cuba, 2008
- Festival de Cine Otro Valparaíso, Chile 2009
- United Nations Association Film Festival (en), Monterey, CA, 2008
- Council on Foundations Film Festival Atlanta, Georgia, 2008
- Movies that Matter The Hague 2009
- Human Rights Film Festival of Bolivia 2009
- Festival of the People Belfast, Ireland 2009
- Festival Internacional de Cine Documental de Uruguay 2009